# John Stuart (homme politique canadien)
Pour les articles homonymes, voir John Stuart et Stuart.
John Stuart (24 juin 1830-15 septembre 1913) est un homme politique canadien de l'Ontario. Il est député fédéral libéral de la circonscription ontarienne de Norfolk-Sud en 1874.

## Biographie
Ne à Keith dans le Banffshire en Écosse, Stuart étudie sur place avant de devenir commis dans un cabinet d'avocats. En 1848, il s'établit à Toronto et ensuite à Hamilton en 1864 dans le Canada-Ouest. En 1864, il ouvre une épicerie en partenariat avec Alexander Harvey, le mari de sa sœur Margaret. 
Élu en 1874, l'élection est annulée et il est défait lors de l'élection partielle déclenchée durant la même année.
Il travaille ensuite comme vice-président de la Bank of Hamilton et directeur de la Wellington, Bruce and Grey Railway. Il sert également comme président de la Hamilton and North-Western Railway. Stuart meurt à Toronto à l'âge de 83 ans.